# 中间型冷水花
中间型冷水花（学名：Pilea media）是荨麻科冷水花属的植物。分布于中国大陆的广西、贵州、云南等地，生长于海拔160米至900米的地区，见于山谷灌丛下石上阴湿处，目前尚未由人工引种栽培。